# Jean Gachet
Jean Gachet (Saint-Étienne, 2 de junio de 1894-ídem, 4 de febrero de 1968) fue un boxeador francés. Obtuvo una medalla de plata durante los Juegos Olímpicos de Amberes 1920 en la categoría de peso pluma. Enfrentó en el combate por la medalla de oro a Paul Fritsch, el cual perdió por decisión de los jueces.